# Pierre Xavery
 (octobre 2022).
Pierre Xavery, né à Anvers vers 1648 et décédé dans sa ville natale après 1674, est un sculpteur des anciens Pays-Bas du Sud.
Mais il quitte Anvers pour Leyde, peut-être pour collaborer avec Rombout Verhulst établi dans cette ville. Attiré par les mathématiques -ou envisageait-il une carrière d'architecte ? -, il s'inscrivit le 20 juin 1670 à l'Université de Leyde pour y étudier cette science, et y épousa cette même année Gertrude Bruysscher, ce qui le fit rester dans cette ville mais en continuant sa carrière de sculpteur.
Il mourut près de quatre ans après son mariage car après 1674 son nom disparaît des archives.
Actif à Anvers dès 1667, son œuvre principale se situe dans sa période de séjour à Leyde entre 1670 et 1674.

## Œuvres principales

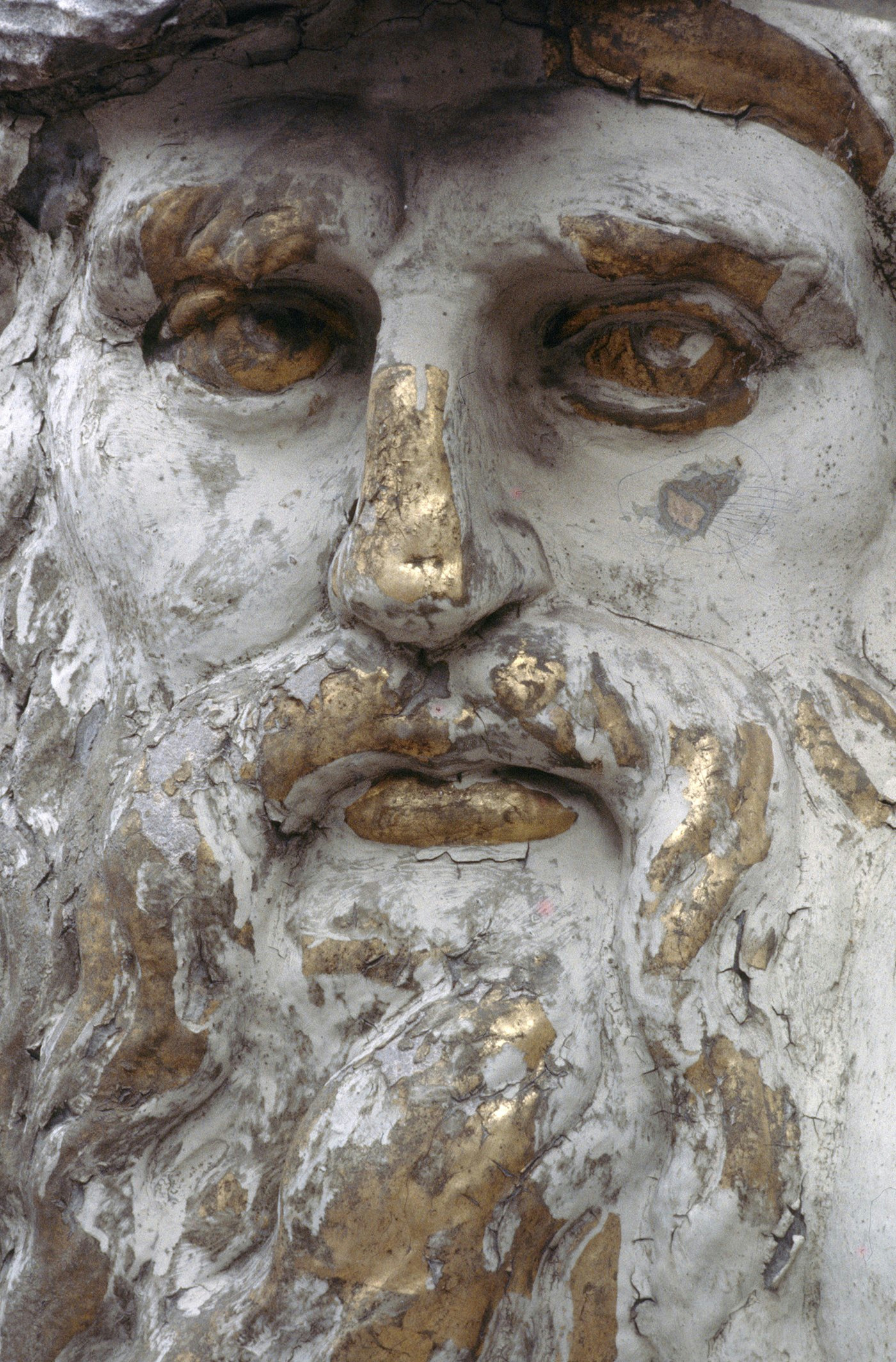
Le Vieux Turc, sculpture vers 1673, sur un tympan de Leyde.

- 1667 : Flagellation du Christ, terre cuite (Gruuthusemuseum de Bruges).
- 1672-1673 : figures pour la façade du château des comtes à Leyde.
- 1672-1673 : Groupe de vingt-trois sculptures pour le tribunal de Leyde, représentant des juges, des avocats des juristes.